# فنجا (بدبد)
فنجا منطقة سكنية تقع في ولاية بدبد، التابعة لمحافظة الداخلية في سلطنة عمان. يقدر عدد سكانها بـ 10396 نسمة حسب إحصاء عام 2010 التابع للمركز الوطني للإحصاء والمعلومات الحكومي. رمز المنطقة هو 50840060.

## أعلام
- منصور بن ناصر الفارسي: (1895 - 24 يونيو 1976)  فقيه وقاضي إباضي وشاعر وكاتب.

## الوصلات الخارجية
- المركز الوطني للإحصاء والمعلومات، سلطنة عمان